# The Archipelago
The Archipelago es un municipio canadiense situado en la provincia de Ontario.

## Superficie
The Archipelago tiene una superficie de 592,14 km².

## Demografía
En 2021, tenía 979 habitantes, una densidad poblacional de 1,7 hab./km², y 2863 viviendas.